# فرناندو ملیگنی
 فرناندو ملیگنی (انگلیسی: Fernando Meligeni؛ زاده ۱۲ آوریل ۱۹۷۱) یک تنیس‌باز اهل برزیل است.